# Haapasaari (ö i Lappland, Östra Lappland, lat 66,34, long 28,36)
Haapasaari är en ö i Finland. Den ligger i sjön Alajärvi och i kommunen Posio i den ekonomiska regionen  Östra Lapplands ekonomiska region  och landskapet Lappland, i den norra delen av landet, 700 km norr om huvudstaden Helsingfors. Öns area är 1,6 hektar och dess största längd är 230 meter i öst-västlig riktning.